# Bob Lutz (tenista)
Robert ("Bob") Lutz  (San Clemente, 29 de Agosto de 1947) é um ex-tenista profissional estadunidense. Foi número 1 em duplas pela ATP.

## Grand Slam Duplas Finais (5 títulos, 5 vices)
| Posição | Ano  | Campeonato      | Parceiro   | Oponentes                      | Placar                  |
| Campeão | 1968 | US Open         | Stan Smith | Arthur Ashe Andrés Gimeno      | 11–9, 6–1, 7–5          |
| Campeão | 1970 | Australian Open | Stan Smith | John Alexander Phil Dent       | 8–6, 6–3, 6–4           |
| Vice    | 1974 | Roland Garros   | Stan Smith | Dick Crealy Onny Parun         | 3–6, 2–6, 6–3, 7–5, 1–6 |
| Vice    | 1974 | Wimbledon       | Stan Smith | John Newcombe Tony Roche       | 6–8, 4–6, 4–6           |
| Campeão | 1974 | US Open (2)     | Stan Smith | Patricio Cornejo Jaime Fillol  | 6–3, 6–3                |
| Campeão | 1978 | US Open (3)     | Stan Smith | Marty Riessen Sherwood Stewart | 1–6, 7–5, 6–3           |
| Vice    | 1979 | US Open         | Stan Smith | Peter Fleming John McEnroe     | 4–6, 4–6, 4–6           |
| Campeão | 1980 | US Open (4)     | Stan Smith | Peter Fleming John McEnroe     | 7–6, 3–6, 6–1, 3–6, 6–3 |
| Vice    | 1980 | Wimbledon (2)   | Stan Smith | Peter McNamara Paul McNamee    | 6–7, 3–6, 7–6, 4–6      |
| Vice    | 1981 | US Open (2)     | Stan Smith | Peter Fleming John McEnroe     | 4–6, 4–6, 4–6           |